# Heteropogon spatulatus
Heteropogon spatulatus är en tvåvingeart som beskrevs av Pritchard 1935. Heteropogon spatulatus ingår i släktet Heteropogon och familjen rovflugor. Inga underarter finns listade i Catalogue of Life.